# 백신고등학교
백신고등학교(白新高等學校)는 대한민국 경기도 고양시 일산동구 백석동에 있는 공립 고등학교이다.

## 학교 연혁
- 1994년 2월 28일 : 학교 설립
- 1994년 3월 1일 : 초대 권혁로 교장 취임
- 1994년 3월 2일 : 입학식 및 개교
- 1997년 3월 1일 : 각 학년 12학급씩 총 36학급 편성
- 2002년 10월 23일 : 경기도 교육청지정 제7차 교육과정 연구학교 보고회
- 2005년 12월 24일 : 도서관 리모델링
- 2023년 3월 1일 : 제11대 김영수 교장 취임
- 2024년 2월 8일 : 제29회 졸업식(259명, 연인원 14,804명)
- 2024년 3월 4일 : 입학식(281명)

## 참고 자료
- 백신고등학교 - 한국교육학술정보원 학교알리미